# Etjen Dekru
Etien Dekru (фр. Étienne Decroux; rođen 19. jula, 1898 u Parizu, Francuska - 12. mart 1991. u Bulonj - Bijankur, Francuska ) je francuski glumac koji je studirao u Žak Kope školi(фр. Jacques Copeau's Ecole du Vieux-Colombier), gde je video početke onoga što će kasnije postati njegova životna opsesija - telesni pantomimičar. Tokom svoje duge karijere kao filmski i pozorišni glumac, on je stvorio mnoga dela, koristeći ljudsko telo kao osnovno sredstvo izražavanja.

## Karijera
Upisan u "Starom Golubarniku"(Vieux-Columbier) 1923. godine, kao student Etien Dekru je počeo da zamislja novodefinisanu viziju mimike, a kasnije razvio originalni, lični stil kretanja. Njegov rani pokret "vajarstvo pantomime" podseća na Rodin skulpture. Kasnije, više plastične forme su zvane "Telesna pantomima". Intelektualac i teoretičar, njegovo treniranje tela je delimično zasnovano na ono što moderni igrači nazivaju "izolacija", u kojem se delovi tela kreću u propisanom redosledu, da je telo u ravnoteži kada se centar gravitacije pomera.
On je želeo da angažuje druge učenike u kompaniju pantomime, ali učenici nisu bili veoma zainteresovani. Kada je škola u "Starom Golubarniku"(Vieux Colombier) zatvorena 1924. godine, Dekru je predavao u školi glume Čarls Dulin, Atelier(Charles Dullin, u Atellier).
Stigavši u Njujork oko 1957. godine, Dekru je održavao jutarnje i večernje časove u studiju izmedju 8. avenije i 55. ulice. Studenti su dolazili i odlazili, ali na kraju su morali da se posvete punim radnim vremenom za preformans The Mime Theatre of Etienne Decroux.
Vraćajući se iz SAD-a u Pariz 1962. godine, otvorio je školu u Boulogne-Billancourt, gde je predavao sve do smrti. Nekoliko stotina studenata je prošlo kroz skolu, a nova generacija pantomime je nastavila svoje istraživanje.
Umetničke forme koje je Dekru stvorio tokom godina razlikuju se u potpunosti od onoga što je ranije bilo poznato kao tradicionalna pantomima.

## Dela
Paroles sur le Mime (reči Pantomime), je jedan od njegovih koji je u štampi i danas. U reči pantomime, Dekru je istakao "lek" za pozorišne scene ogrezle tradicijom i nedostatkom inventivnosti, pozorištu koje se "guši pod gomilom ruševina". On je tvrdio da običan govor treba zabraniti pozorištu u ograničenom vremenskom periodu (30 godina). Svi vokalni zvuci su zabranjeni na 20 godina, nakon čega bi se glas (i eventualno razumljiv govor) postepeno ponovo javio i koristio samo kada je to bilo potrebno, a ne zbog lenjosti ili nedostatka pronalaska. 
Njegove odluke su:
Za period od 30 godina, zabrana svake otuđene umetnosti. Mi ćemo zameniti postavke salonu sa podešavanjem samog pozorišta, naša namera je samo da pruži osnovu za sve moguće akcije.
Za prvih 10 godina ovog tridesetogodišnjeg perioda: zabrana svake nadmorske visine na sceni, kao što su stolice, stepeništa, terase, balkoni, itd. Glumac će morati da ostavi utisak da je on veći i njegov partner niži, čak i kada su u stvarnosti oni rame uz rame. Kasnije, omogućeno je par određenih oblika nadmorske visine pod uslovom da ne stvaraju veće probleme za glumca.
Za prvih 20 godina ovog tridesetogodišnjeg perioda: zabrana vokalnog zvuka. Nakon toga je prihvaćen nerazgovetan plač za pet godina. Konačno, reči su prihvaćene za poslednjih pet godina perioda, ali moraju biti improvizovane od strane glumca.
Predstave će biti sastavljene u sledećem redosledu:
- Gruba skica pisane akcije koja služi kao osnova za rad.
- Glumac pantomimiše svoju akciju, a zatim akciju prati nerazgovetan zvuk, nakon čega glumac improvizuje svoj tekst.
- Uvodi se drama, bez dodavanja reči.
- Ponovne pojave otuđene umetnosti, koje se praktikuje od strane aktera.

## Zaostavština
Primarni doprinos Dekrua jeste umetnost, repertoar i tehnika telesne pantomime. Radio je i kao glumac, posebno sa Baroltom u filmu "Deca raja"(Les Enfants du Paradis), igra Anselma Deburau, oca Barrault Jean-Gaspar Deburau. Dekru je otvorio svoju školu pantomime u 1941. i razvio tehniku za podršku svojih umetničkih tvorevina. Radio je na efektu umetnika kao što su Jean Louis Barrault, Marcel Marceau, Rene Bazinet, Shaike Ofir, Thomas Leabhart, Jevel Vokera i Daniel Stein. Nekoliko umetnika koji su proučavali sa Dekruom nastavili su da uče i razvijaju umetničku formu telesne pantomime, stvarajući nove delove i emisije i takođe obavljaju komade sa njegovog repertoara. Studenti i telesni pantomimičari su otvorili školu i stvorili kompanije u Španiji, Italiji, Belgiji i Engleskoj. Njihov rad ima za cilj razvijanje telesne pantomime i stvaranje susreta između njihove tehničke i umetničke pozadine i kod drugih umetnika.
Etien Dekru je nazvan "ocem moderne pantomime", što je tačno u onoj meri u kojoj je on otac svog stila ili telesne pantomime. Pored svog doprinosa kao nastavnik, njegov uticaj na Barrault i Marceau stvorio ogroman podsticaj za pantomime u Francuskoj, odakle se proširio. Njegov rad nastavlja da stimuliše i inspiriše pantomimičare.
Godine između 1940. i 1984. godine bili su od fundamentalnog značaja za istraživanja. Režiseri, kao što su Artauda, Copeau, Dullin, Craig i mnogi drugi umetnici su stimulisani da preduzmu istraživanje (prema definiciji Dekru metoda Edvard Gordon Craigovom) i decenijama je radio da redefiniše umetnost pantomime u savremenom kontekstu.
Decrouk počeo da analizira telo, dekonstrukcije i promene i dajući telu trodimenzionalni oblik, pod uticajem klasične grčke skulpture i plastične umetnosti Auguste Rodin. U telesnoj pantomimi prevalencija trupa nad drugim delovima tela je osnovna. Glumac, prema modelu, postaje potpuno izražajan.
Što se tiče pantomime, moglo bi se govoriti o umetnosti pokreta, ali i o umetnosti stava, harmonične forme.
Umetnost skulpture nastoji da shvati stav više nego kretanja. Kako Rodin kaže, "Kretanje tela je prolaz od jednog stava na drugi." Za Dekrua, stav je važniji od gesta ili stvarnog kretanja.
Danas, Dekru metodologija se vidi kao moderan i iskren način za razmišljanje glumca koji oseća potrebu da se ponovo uspostavi se u obliku pozorišnog glumca u kome je stilizacija i osnovna i vitalna.

## Filmografija
- Enfin voir Etienne Decroux bouger (2006) (Konačno vidi Etien Dekru potez)
- Art of Etienne Decroux, The (1961) (Umetnost Etiena Dekrua)
- Compagnons de Baal, Les (1968) ( Balovi prijatelji)
- Comme un cheveu sur la soupe (1957) (Kao muva u supi)
- La Bergère et le ramoneur (1953) (Pastuv i dimničar)
- Occupe-toi d'Amélie (1949) (Pripazi na Ameli)
- Clochemerle (1948) (Klohemerl)
- Capitaine Blomet (1947) (Kapetan Blomet)
- Voyage surprise (1947) ( Putovanje iznenađenja)
- Petites annonces matrimoniales, Les (1947) (Mali bračni oglas)
- Enfants du paradis, Les (1945) (Deca raja)
- Voyageur sans bagages, Le (1944) (Putnici bez prtljaga)
- Le Corbeau (1943) (Gavran)
- Adieru Léonad (1943)
- Escalier sans fin, L' (1943) (Beskrajno stepenište)
- Macao, l'enfer du jeu (1939/1942) (Makao, pakao igre)
- Le Dernier tournant (1939) (Poslednji red)
- Belle étoile (1938) (Lepa zvezda)
- Affaire Lafarge, L' (1937) (Afera Lafarž)
- Commissaire est bon enfant, le gendarme est sans pitié, Le (1935) (Komesar je prijatelj, žandarm je nemilosrdan)
- Affaire est dans le sac, L' (1932) (Slučaj je u torbi)

## Učenici
- Samuel Avital
- Jean-Louis Barrault
- Jessica Lange
- Stephanie Beacham
- Tony Brown
- Andrea Clausen
- William Dashwood
- Susan Eisner
- Roberto Escobar and Igón Lerchundi
- William Fisher[disambiguation needed]
- Dean Fogal
- Reid Gilbert
- Thomas Leabhart
- Ingemar Lindh
- Marcel Marceau
- Kari Margolis
- Tony Montanaro
- John Rodaz
- Corinne Soum
- Richmond Shepard
- Daniel Stein
- Steven Wasson
- Ivan Bacciocchi
- Giuseppe Condello [1]
- Jewel Walker
- Luis Oliva
- Georges Molnar

## Spoljašne veze
- Étienne Decroux на веб-сајту  (језик: енглески)
- Google Books: Etienne Decroux by Thomas Leabhart
- MOVEO Centre for training and création in corporel mime
- The Theatre de l'Ange Fou and the International School of Corporeal Mime (formerly known as the Ecole de Mime Corporel Dramatique)
- The Body in Service of Drama - movement studies for actors and performers